# Четвърта група
Четвъртата група, Психоаналитична организация на френскоговорещите (на френски: Le Quatrième Groupe, Organisation psychanalytique de langue française) (OPLF) е психоаналитична школа, основана през 1969 г.

## История
Четвъртата група е основана през 1969 г. от Пиера Олание, Франсоа Перие и Жан-Пол Валабрега. Жан-Пол Валабрега е първия, който напуска Фройдисткото училище в Париж, ръководено от Жак Лакан поради несъгласие с начина по който се обучават психоаналитиците. През декември 1968 г. това напускане става факт.
В „Voyages extraordinaires en Translacanie“ Франсоа Перие обсъжда подготвителната работа за раждането на четвъртата група, която продължава почти три месеца, включително на среща на 22 и 23 февруари в Ерменонил. Уставът е написан от Жан-Пол Морейн. Според Жак Седат и Мишел Рико решението за създаване на четвъртата група е взето от Франсоа Перие.
Четвъртата група се състои от десет души: Пиера Касториадис-Олание, Франсоа Перие и Жан-Пол Валабрега, заедно с Габриел Дори, Евелин Анки Гаскиер, Андре Мишенард, Жан-Пол Морейн, Антоанета Перие Гордовски, Натали Залцман, Шарл Зигел.
Името на групата идва от четвъртото място, която тя заема в историята на френското психоаналитично движение след Парижкото психоаналитично общество, Френската психоаналитична асоциация и École Freudienne de Paris (Фройдистка школа в Париж).
През февруари 2005 г. няколко членове на четвъртата група се отделят от нея и основават Психоаналитично дружество за изследвания и обучение.
Към първи 1 юли 2018 г. организацията се състои от 44 члена, от които 7 почетни члена. Дейностите ѝ се отнасят и до определен брой участници, ангажирани в процес на психоаналитично обучение.